# Ceriana tricolor
Ceriana tricolor är en tvåvingeart som först beskrevs av Friedrich Hermann Loew 1861.  Ceriana tricolor ingår i släktet griffelblomflugor, och familjen blomflugor.
Artens utbredningsområde är Kuba. Inga underarter finns listade i Catalogue of Life.